# Медресе Шердор
Медресе Шердор (узб. Sherdor mаdrаsasi, перс. Мадрасаи Шердор‎; от перс. шер — лев, дор — имеющий — букв. Медресе со львами) — исламское образовательное, духовно-просветительское и мемориально-культовое сооружение XVII века в Самарканде на площади Регистан. Вместе с медресе Улугбека и Тилля-Кари образует целостный архитектурный ансамбль. В 2001 году вместе с другими достопримечательностями Самарканда внесено в Список Всемирного наследия ЮНЕСКО.

## История

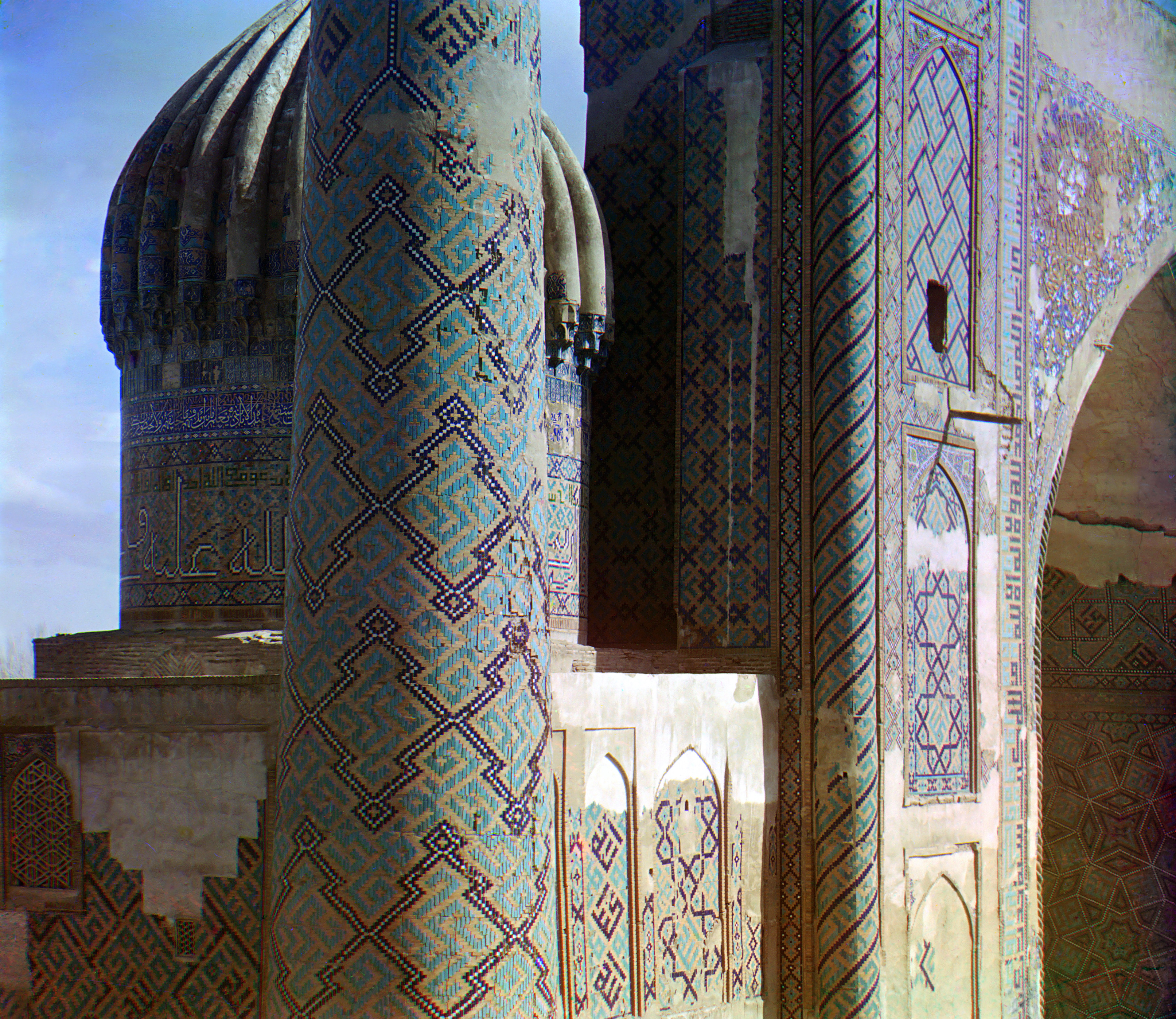
Медресе Шердор в начале XX века.
Фото С. М. Прокудина-Горского

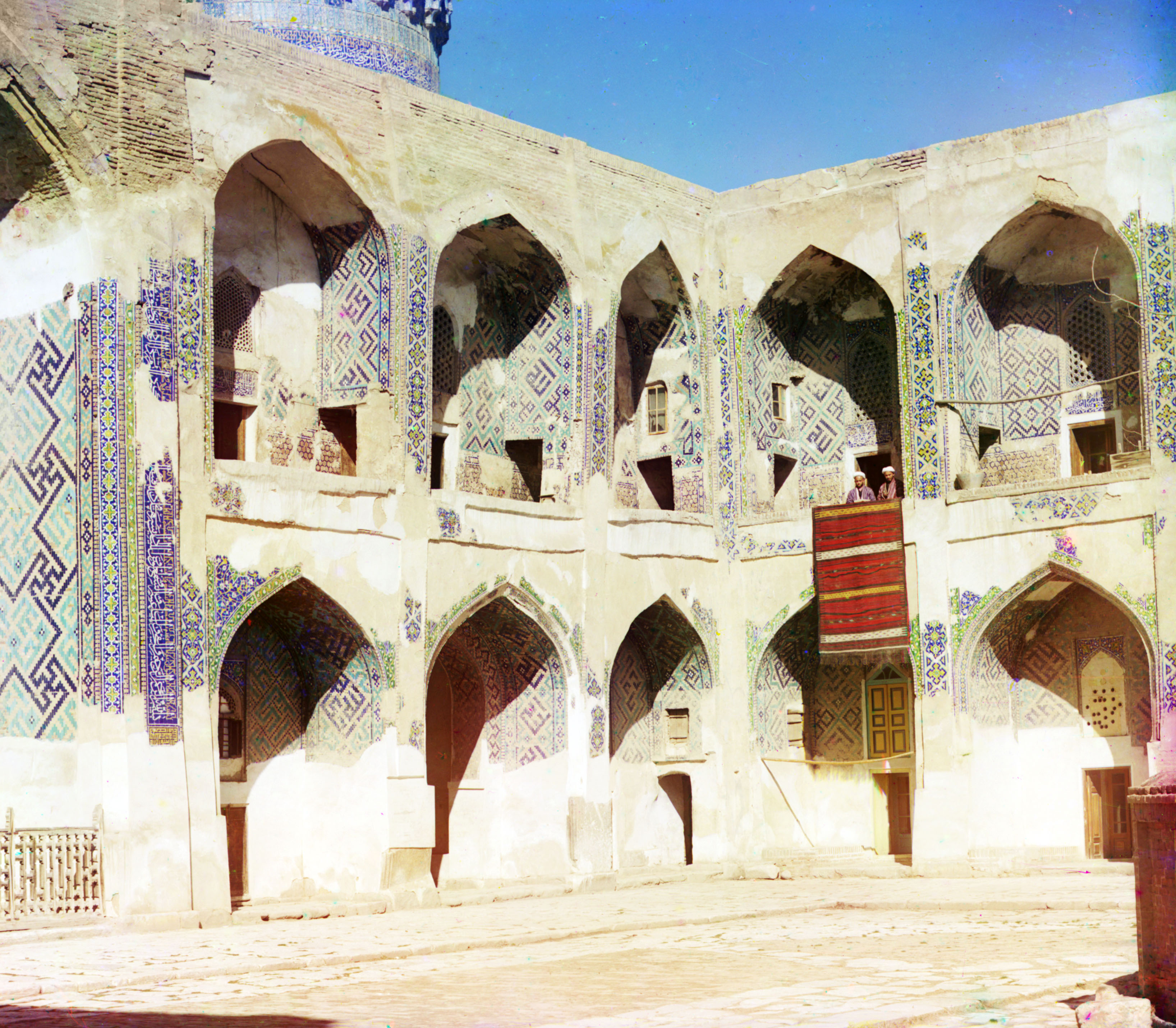
Внутренний двор медресе Шердор в начале XX века.
Фото С. М. Прокудина-Горского

Медресе Шердор было построено на средства и по инициативе наместника бухарских ханов (хакима) Самарканда Ялангтуша Бахадура, происходившего из узбекского рода алчин. Строительство осуществил самаркандский зодчий Абдул Джаббар в 1619—1635/36 годах. Его декоративное оформление было выполнено мастером Мухаммадом Аббасом.
Местом для строительства медресе была выбрана восточная часть площади Регистан. Для этого до основания была разобрана ханака Улугбека, построенная в 1424 году. Ханака дала богатый строительный материал для медресе Шердор, что было подтверждено археологическими раскопками, проведёнными в 1956 году советским археологом С. Н. Юреневым.
Медресе Шердор было построено в приёме «кош» с медресе Улугбека, изящные пропорции которого были положены в основу проекта. По замыслу архитектора главные фасады двух медресе должны были стать зеркальным отражением друг друга. Однако автор не учёл, что за двести лет, прошедших с момента строительства медресе Улугбека, уровень площади Регистан поднялся на два метра. В результате пропорции медресе Шердор получились более приземистыми, чем у оригинала.

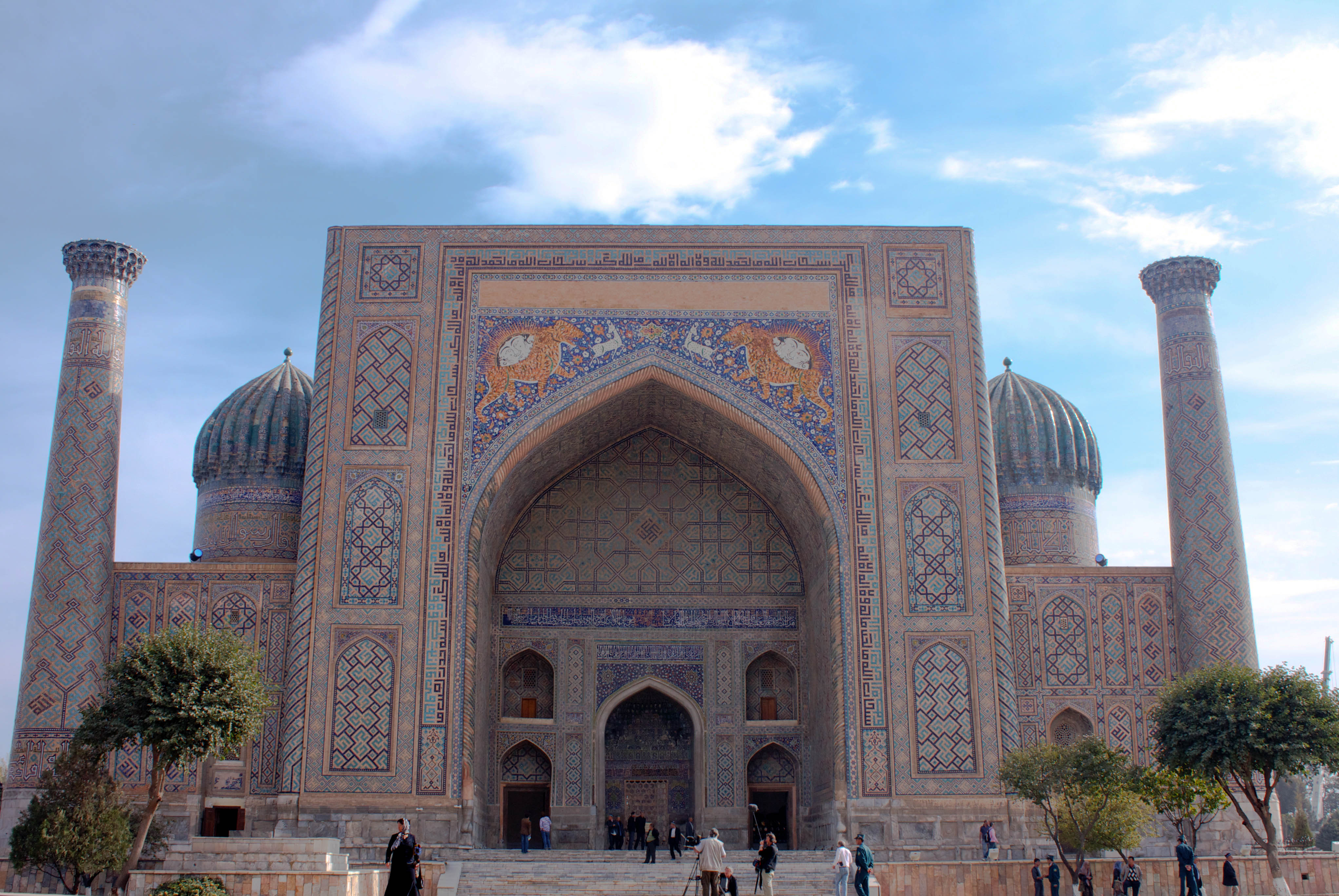
Фасад медресе Шердор

Ялангтуш посвятил здания Регистана своему духовному наставнику Ходжа Хошиму Дагбеди.
Современное название — Шердор — оно получило по мозаичному узору на тимпане его парадного портала. Мастер декора изобразил сцену охоты на джейрана фантастического зверя из семейства кошачьих, напоминающего тигра, но с гривой льва, в лучах восходящего солнечного лика. Название переводят как «имеющее львов» или «имеющее тигров». Сюжет, изображённый на портале медресе, со временем стал одним из национальных символов Республики Узбекистан.

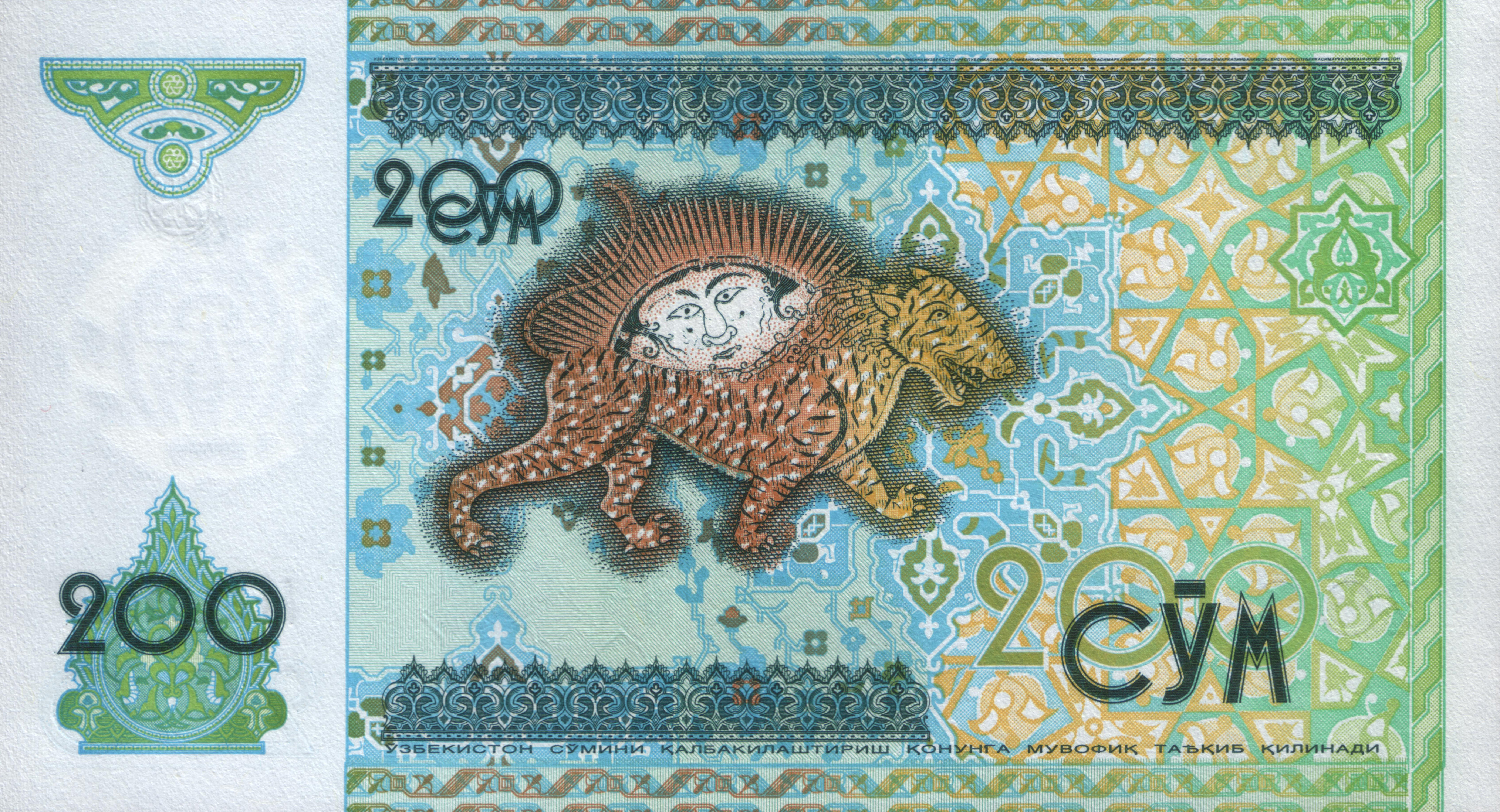
Фрагмент геральдической эмблемы с фасада медресе Шердор на купюре в 200 сум

На протяжении почти трёх веков медресе Шердор было достаточно известным в исламском мире образовательным учреждением, хотя по престижу они и уступало как столичным образовательным учреждениям, так и медресе Улугбека. Несмотря на внушительные размеры, в медресе единовременно могли учиться чуть более сорока человек. Среди самых известных его выпускников можно назвать известного татарского богослова, шейха суфийского братства Накшбанди, философа и историка Шигабутдина Марджани.
На протяжении своего существования медресе Шердор пережило несколько землетрясений, самые разрушительные из которых произошли в начале и в конце XIX века. Здание выстояло, но всё же было значительно повреждено: сильно деформировался свод его главного портала, во многих местах обвалилась облицовка, покосились минареты. В начале 20-х годов XX века постановлением органов Советской власти преподавание в медресе было прекращено. Здание было национализировано и в 1924 году в нём начались реставрационные работы. Были отремонтированы худжры, восстановлена обвалившаяся часть кирпичного свода портальной арки, укреплена резная мозаика тимпана главного портала, разобран и заново переложен его деформировавшийся свод, переложены купола и своды худжр, восстановлена облицовка фасадов медресе. В конце 50-х годов XX века на территории медресе были проведены археологические изыскания, после чего начался новый этап реставрации. В 1960—1962 годах были отремонтированы минареты медресе, а в 1962 году по проекту художника В. Н. Горохова и архитектора А. И. Фрейтаг была восстановлена мозаика тимпана над аркой главного портала. Реставрационные и укрепительные работы медресе были завершены в 1965—1967 годах.

## Архитектура

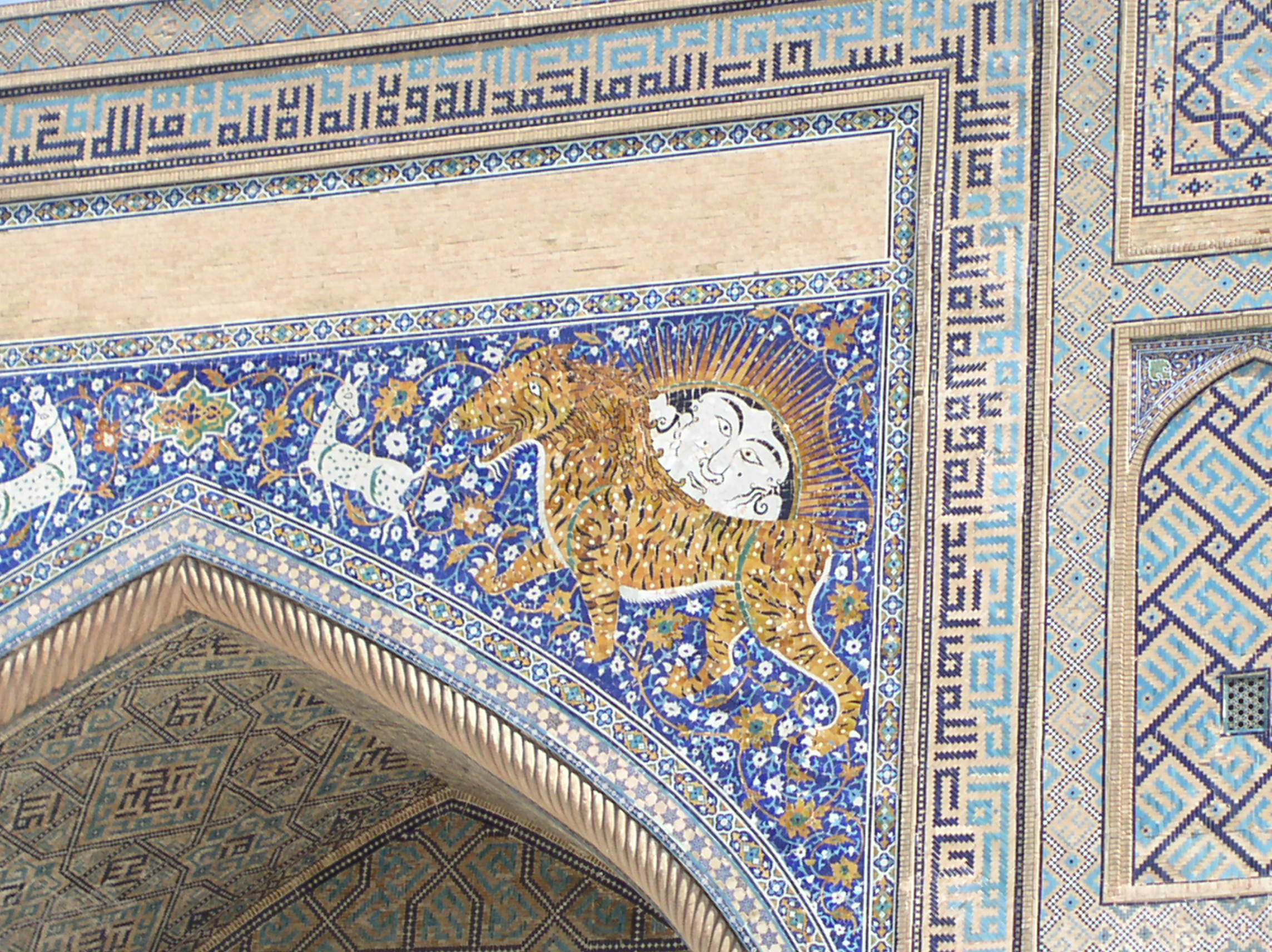
Фрагмент портала медресе Шердор

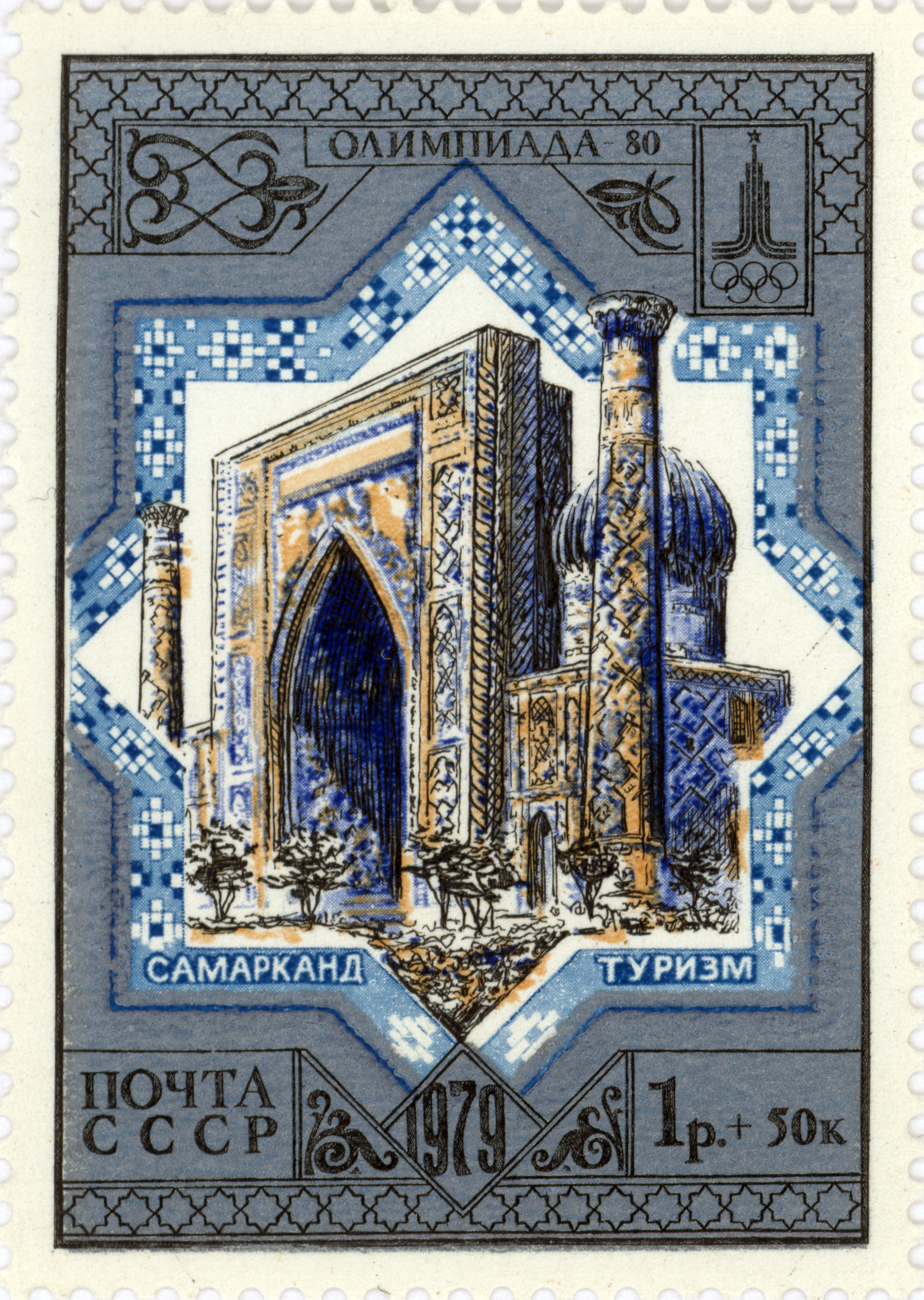
Медресе Шер Дор на почтовой марке СССР

Медресе Шердор построено в традициях среднеазиатской средневековой архитектуры. Оно представляет собой прямоугольное в плане здание общей площадью 70х57 метров. Главный фасад выделен мощным входным порталом — пештаком — со стрельчатой аркой, высота которого составляет 31,5 метра. Углы здания по главному фасаду фланкированы минаретами высотой 31 метр, увенчанными сталактитовыми карнизами. Восточные наружные углы медресе выполнены в виде трехчетвертных башен, возведённых в уровень с высотой стен. Просторный вымощенный крупной брусчаткой из чупанатинского сланца четырёхайванный двор медресе размером 30х38 метров окружён по периметру двумя ярусами худжр. Все 48 худжр однокомнатные. В углах двора располагаются аудитории для занятий студентов — дарсханы. По главному фасаду дарсханы перекрыты рубчатыми сфероконическими куполами на высоких барабанах, украшенными бирюзовой плиткой. Правая от главного входа купольная дарсхана со временем была превращена в гурхану. Здесь находится несколько не идентифицированных захоронений. Левая купольная дарсхана выполняла функцию мечети. Интересно архитектурное исполнение боковых айванов: их ниши имеют свод в виде многогранного полукупола.
В декоративном оформлении медресе широко использованы наборы из глазурованных кирпичей, майолика и кашинная мозаика. В декоре наружных фасадов преобладают сложные геометрические узоры — гирихи, рассчитанные на восприятие издалека. На фризах минаретов и барабанах куполов имеются эпиграфические орнаменты. Уникальна майоликовая мозаика тимпана главного портала, которая относится к числу редчайших произведений исламского искусства. Богато украшены тимпаны арок худжр. Вьющиеся стебли с пышными бутонами и цветами образуют ажурный узор. Примечательны мозаичные панно в нише западного айвана: пышные букеты цветов в фигурных вазонах символизируют древо жизни. Во внутреннем убранстве здания особенно интересна декоративная отделка купольного помещения дарсханы. Её стены и своды расписаны в технике кундаль мелким многоцветным растительным узором, а роспись купола и сводов образует сложные арабесковые медальоны.

## Символика
Символ льва и солнца пришёл из тюркской сельджукидской традиции (XII век). Он встречается на монетах тюркской династии Сельджукидов, откуда был заимствован монголами, а позднее Тамерланом и его потомками — бабуридами Индии. Это был астрологический и зодиакальный символ.

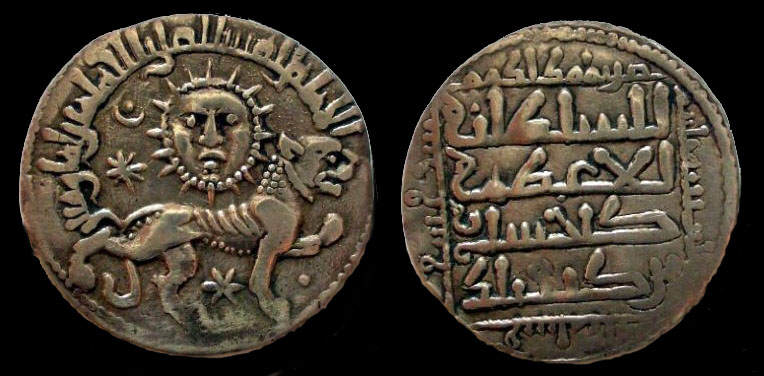
Монета сельджукида Кей-Хосрова II, Сивас, AH 638/AD 1240-1
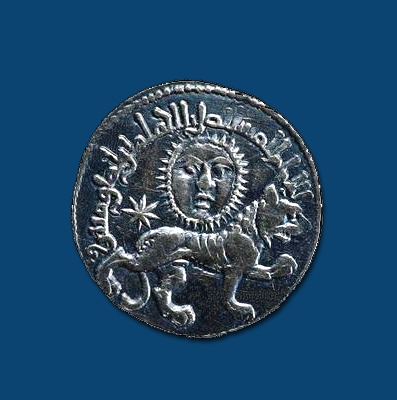
Сельджукидская монета
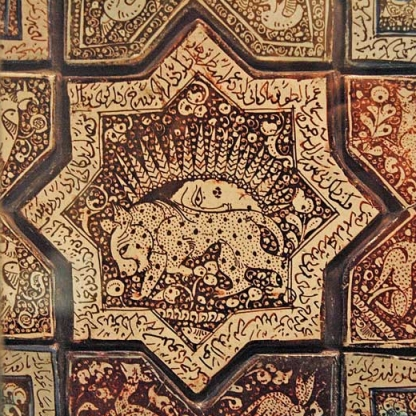
Монголы-Ильханиды, Дамган, Иран начало XIV века
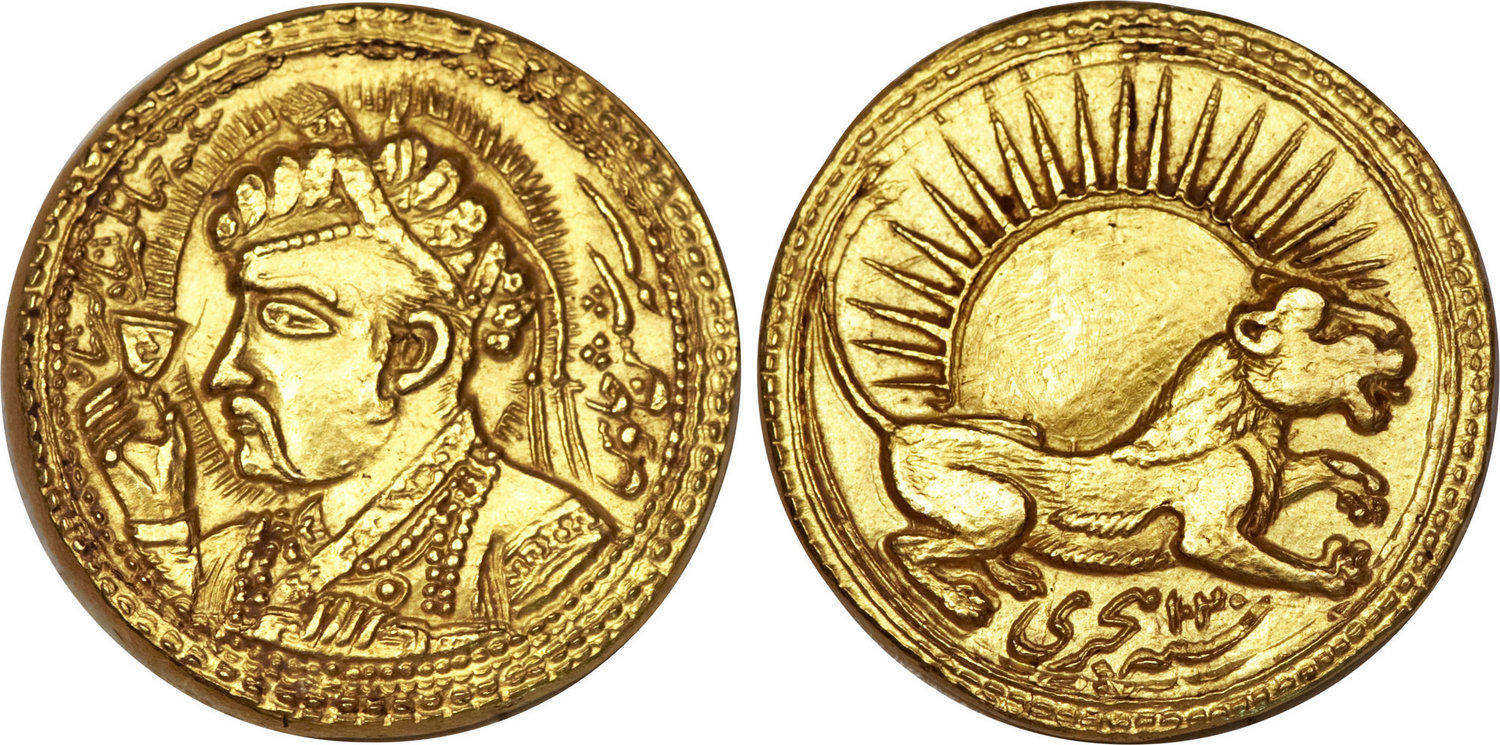
Памятная монета бабурида Джахангира от 1611 года

## Захоронения

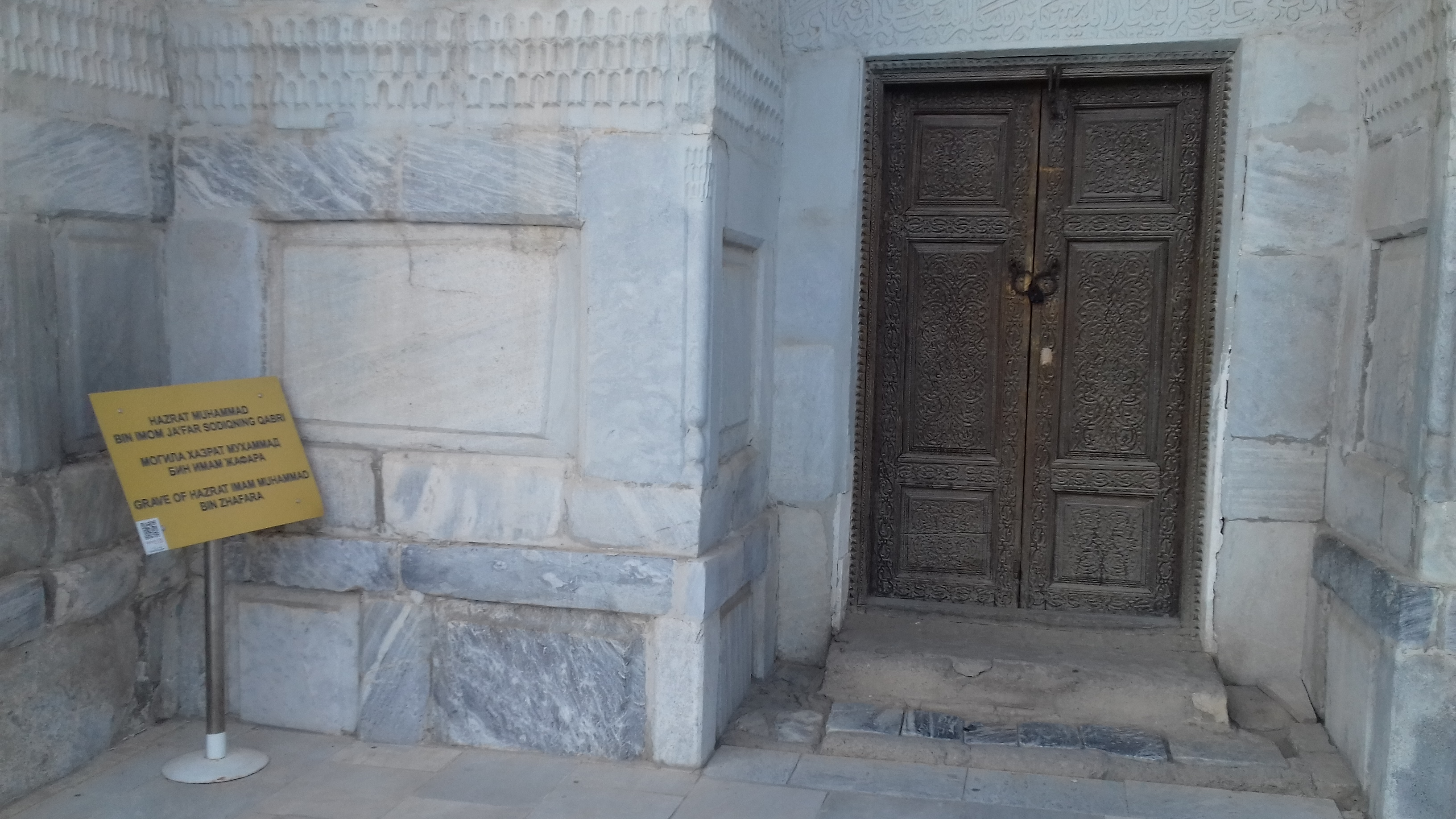
Вход в помещение с могилой имама Мухаммада бин Джафар Садыка

В небольшом помещении внутри медресе Шердор, возле его юго-западного минарета находится мнимая могила имама Мухаммада бин Джафар Садыка. На самом деле это место изначально предназначалось для духовного наставника Ялангтуша Ходжа Хошима Дагбеди, однако он был похоронен рядом с дедом в Дагбите. Это одна из двух могил (наряду с могилой Ходжа Мухаммада Катангу), находящихся на территории площади и ансамбля Регистан, не считая дахму Шейбанидов.